# Miklósy Aladár
Miklósy Aladár, teljes nevén: Miklóssy Aladár András József (Igló, 1886. október 17. – Budapest, 1945. március 21.) színész, rendező, színigazgató.

## Családja
Édesapja Miklósy Gyula, fia Miklósy György, testvérei Miklósy Gábor, Miklósy Ilona és Miklóssy Margit. 
Első férje volt Kováts Terus színésznőnek, akivel 1912. augusztus 29-én kötött házasságot Kispesten, 1924-ben váltak el. Molnár Aranka színésznőnek szintén az első férje volt, vele 1924. augusztus 31-én kötött házasságot ugyancsak Kispesten.

## Élete
Bátyja, Miklósy Gábor társulatában játszott és rendezett 1904-től, 1927-ben Miklósy Imre társulatához szerződött. 1929 és 1931 között volt bérlője és vezetője az Óbudai Kisfaludy Színháznak. 1931–ben visszatért Miklósy Imre társulatához, ahol hat évig szerepelt. 1937-ben nyílt meg jelmez- és színdarabkölcsönzője, melyet haláláig vezetett. Jellemszerepek megformálóként volt ismert.

## Fontosabb szerepei
- Cyrano (Rostand: Cyrano de Bergerac)
- Othello (Shakespeare: Othello)
- Ádám (Madách Imre: Az ember tragédiája)
- Giovanni (erczeg Ferenc: Bizánc)